# Джеймс, Филлис Дороти
Фи́ллис До́роти Джеймс, баронесса Джеймс из Холланд-парка (англ. Phyllis Dorothy James, Baroness James of Holland Park; 3 августа 1920 года, Оксфорд — 27 ноября 2014 года, там же), более известная как Ф. Д. Джеймс (англ. P. D. James) — британская писательница, автор детективов. Пожизненный пэр Палаты лордов с ненаследуемым титулом баронессы. Офицер ордена Британской империи (1983).

## Биография
Родилась в Оксфорде в семье налогового инспектора Сидни Джеймса. Девочка сначала училась в Британской школе в Лундлоу, а затем в Кембриджской Средней школе для девочек.
Джеймс окончила обучение в возрасте 16 лет, у семьи не было денег для продолжения её образования, кроме того, её отец считал, что высшее образование не для женщин. Джеймс в течение трех лет работала в налоговой инспекции, а затем устроилась в театральную труппу помощницей режиссёра. В 1941 году она вышла замуж за военного врача Эрнеста Коннора Бэнтри Уайта, у них было две дочери: Клэр и Джейн.
Когда Уайт вернулся со Второй Мировой войны, он был сильно болен, поэтому семью полностью содержала Джеймс до его смерти в 1964 году. С 1949 по 1968 год Дороти, окончившая курсы администраторов, работала администратором в лондонской больнице.
Джеймс начала писать в середине 1950-х. Её первый роман — «Лицо её закройте» рассказывал об инспекторе Адаме Далглише, который был назван в честь учителя Джеймс в кембриджской школе, роман был опубликован в 1962 году. Сюжеты многих её произведений связаны с проблемами британской бюрократической системы и англиканской церкви.
Через два года после выхода в свет первого произведения Джеймс её муж умер, и она устроилась в качестве гражданского служащего в уголовный отдел при Министерстве внутренних дел, где она работала до своей отставки 1979 году.
Действия поздних произведений, как правило, происходят в каком-нибудь закрытом месте: в частной больнице, адвокатской конторе, теологическом колледже, на острове и т. д. За свою писательскую карьеру Дороти написала много эссе и рассказов для периодических изданий.

## Избранная библиография

### Серия о Адаме Дэлглише
- «Лицо её закройте» (Cover Her Face) (1962);
- «Изощренное убийство» либо «Интеллектуальное убийство» (A Mind to Murder) (1963);
- «Неестественные причины» (Unnatural Causes) (1967);
- «Саван для соловья» либо «Тайна Найтингейла»[англ.]; (Shroud for a Nightingale) (1971)
- «Чёрная башня» (The Black Tower) (1975);
- «Смерть эксперта-свидетеля» (Death of an Expert Witness) (1977);
- «Пристрастие к смерти» (A Taste for Death) (1986);
- «Ухищрения и вожделения» (Devices and Desires) (1989);
- «Первородный грех» (Original Sin) (1994);
- «Бесспорное правосудие» (A Certain Justice) (1997)
- «Убийство в теологическом колледже» (Death in Holy Orders) (2001)
- «Комната убийств» (The Murder Room) (2003);
- «Маяк» (The Lighthouse) (2005);
- «Женщина со шрамом» (The Private Patient) (2008).

### Серия о Корделии Грей
- «Неподходящее занятие для женщины» (An Unsuitable Job for a Woman) (1972);
- «Череп под кожей» (The Skull Beneath the Skin) (1982)

### Вне серий
- «Невинная кровь» (Innocent Blood) (1980);
- «Дитя человеческое» (The Children of Men) (1992);
- «Смерть приходит в Пемберли» (Death Comes to Pemberley) (2011).

## Фильмография и адаптации
- «Неподходящая работа для женщины» (1982), реж. Кристофер Петит.
- «Приют соловья» (1984), мини-сериал, реж. Джон Горри.
- «Прикройте ей лицо» (1985), мини-сериал, реж. Джон Дейвис.
- «Устройства и желания» (1991), мини-сериал, реж. Джон Дейвис.
- «Неподходящая работа для женщины» (1997-1998, 1999-2001), мини-сериал.
- «Смерть в семинарии» (2003), мини-сериал, реж. Джонни Кэмпбелл.
- «Дитя человеческое» (2006), реж. Альфонсо Куарон.
- «Комната смерти» (2004), сериал.
- «Смерть приходит в Пемберли» (2013), мини-сериал, реж. Д. Персивал.
- «Далглиш» (2021), сериал.